# Волгаст
Волгаст (њем. Wolgast) град је у њемачкој савезној држави Мекленбург-Западна Померанија. Једно је од 89 општинских средишта округа Остфорпомерн. Према процјени из 2010. у граду је живјело 12.061 становника. Посједује регионалну шифру (AGS) 13059101.

## Географски и демографски подаци
Волгаст се налази у савезној држави Мекленбург-Западна Померанија у округу Остфорпомерн. Град се налази на надморској висини од 5 метара. Површина општине износи 19,2 km². У самом граду је, према процјени из 2010. године, живјело 12.061 становника. Просјечна густина становништва износи 628 становника/km².

## Међународна сарадња
| Мјесто     | Држава  | Врста сарадње | Од    |
| ---------- | ------- | ------------- | ----- |
| Селвесборг | Шведска | партнерство   | 2000. |
|            | Пољска  | партнерство   | 2000. |
| Извор      |         |               |       |